# NostalgIA (canción de FlowGPT)
«NostalgIA» es una canción del productor chileno MauryCeo con su proyecto FlowGPT. La canción utiliza voces de Bad Bunny, Daddy Yankee y Justin Bieber generadas por inteligencia artificial y ha generado mucha controversia al convertirse en viral en redes sociales como TikTok, propiciando un debate sobre el derecho de autor. 

## Viralización y controversia
La canción fue subida a redes sociales el 4 de octubre de 2023, pero se hizo viral recién un mes después, en noviembre, generando miles de reacciones de personas que la consideran mejor que el último disco de Bad Bunny.
La canción contiene las voces recreadas mediante inteligencia artificial de Bad Bunny, Daddy Yankee y Justin Bieber. Antes de que fuera removida de las plataformas digitales, la canción había acumulado millones de reproducciones. El video cuenta con más de 20 millones de visualizaciones y en Spotify, antes de ser removida, poseía 10 millones de reproducciones, ocupando diversas posiciones en las listas de Spotify. La canción recibió apoyo de estrellas del espectáculo como Manuel Turizo, Omar Montes, Kenia Os, Joel de León (CNCO), Dominic Lipa, Bad Gyal, Ozuna y otras estrellas que también dar soporte al uso de la inteligencia artificial en la música.

Bad Bunny reaccionó negativamente a la canción y escribió en su canal de WhatsApp:
“Si a ustedes les gusta esa mierda de canción que está viral en TikTok salgansen de este grupo ahora mismo. Ustedes no merecen ser mis amigos y por eso mismo hice el nuevo disco, para desaserme de gente así. Así que chu chu, fuera”.
La canción fue bajada de Spotify, Apple Music y otras plataformas, al parecer a pedido de Bad Bunny.Por su parte, en un comunicado, Flow GPT dijo: 
Te noto algo enojado dirigiéndose a Bad Bunny, nunca fue mi intención que esto pasara… Yo soy un gran fan de tu trabajo, tanto que mi algoritmo ama aprender de tus canciones.
Según el productor chileno, incluso le cedió los derechos de la canción a Bad Bunny para que pudiera cantarla en vivo, pero el puertorriqueño se negó y prefirió solicitar que el tema fuera bajado de las plataformas. En todo caso, Maury Senpai está consciente de que su trabajo se mueve en un espacio pantanoso en el ámbito legal, pues si bien la canción la compuso él (incluida la música y la letra) se valió de las voces de otros cantantes para potenciar su alcance. Dice: 
Yo igual soy bien precavido, entonces me puse a investigar porque sé que soy bueno y en algún momento puede viralizarse algo fuerte. Me puse a investigar, pero aquí nadie tiene la certeza de nada. Esto es algo totalmente nuevo, y el abogado que aparezca no va a saber bien qué hacer con esto. Ni yo mismo, sé que estoy nadando en el agua. Vamos a ver qué pasa. Y todos, hasta los jueces no saben qué hacer.
Bad Bunny no es el primer artista en mostrar su enojo ante estas herramientas. Drake y The Weeknd ya se han pronunciado en contra de estas herramientas tecnológicas, aunque otros artistas, como Grimes han visto una oportunidad. De hecho, Grimes lanzó su propio software con su voz, denominado Elf.Tech.

## FlowGPT
Según Mauricio Bustos, más conocido como MauryCeo, un chileno de 30 años, si bien las voces de los temas que él compone y produce se generan por inteligencia artificial, GPT hace referencia más bien a "Generador Preentrenado de Temazos". NostalgIA es el quinto demo que se vale de inteligencias artificiales que produce el chileno.